# كوران (إلينوي)
كوران (بالإنجليزية: Curran)‏ هي منطقة سكنية تقع في الولايات المتحدة في إلينوي. يقدر عدد سكانها بـ 240 نسمة .